# Gành Hào
Gành Hào là một xã thuộc tỉnh Cà Mau, Việt Nam.

## Địa lý
Xã Gành Hào có vị trí địa lý:
- Phía đông giáp xã Long Điền
- Phía tây giáp xã Tân Thuận với ranh giới là sông Gành Hào
- Phía nam giáp Biển Đông
- Phía bắc giáp xã An Trạch và xã Định Thành.

Xã Gành Hào có diện tích 84,65 km², dân số năm 2024 là 31.552 người, mật độ dân số đạt 372 người/km².

## Lịch sử
Năm 1964, ấp Gành Hào thuộc xã Long Điền, tổng Long Thủy, quận Giá Rai.
Trước năm 1975, thị trấn Gành Hào là ấp Ngọc Điền, xã Long Điền Tây.
Ngày 20 tháng 9 năm 1975, Bộ Chính trị ban hành Nghị quyết số 245-NQ/TW về việc hợp nhất tỉnh Bạc Liêu, tỉnh Cà Mau và hai huyện An Biên, Vĩnh Thuận (ngoại trừ 2 xã Đông Yên và Tây Yên) của tỉnh Rạch Giá thành một tỉnh mới, tên gọi tỉnh mới cùng với nơi đặt tỉnh lỵ sẽ do địa phương đề nghị lên.
Ngày 20 tháng 12 năm 1975, Bộ Chính trị ban hành Nghị quyết số 19/NQ về việc hợp nhất tỉnh Bạc Liêu và tỉnh Cà Mau thành một tỉnh mới, tên gọi tỉnh mới cùng với nơi đặt tỉnh lỵ sẽ do địa phương đề nghị lên.
Ngày 24 tháng 2 năm 1976, Chính phủ Cách mạng Lâm thời Cộng hòa miền Nam Việt Nam ban hành Nghị định số 3/NQ/1976 về việc hợp nhất tỉnh Bạc Liêu và tỉnh Cà Mau thành một tỉnh mới, lấy tên là tỉnh Bạc Liêu – Cà Mau. Thị trấn Gành Hào và xã Long Điền Tây thuộc huyện Giá Rai, tỉnh Bạc Liêu – Cà Mau.
Ngày 10 tháng 3 năm 1976, Chính phủ ban hành Nghị quyết về việc thành lập tỉnh Minh Hải trên cơ sở đổi tên tỉnh Bạc Liêu – Cà Mau. Khi đó, thị trấn Gành Hào và xã Long Điền Tây thuộc huyện Giá Rai, tỉnh Minh Hải.
Ngày 10 tháng 1 năm 1978, thành lập thị trấn Gành Hào với diện tích khoảng 1.500 ha, chia thành 5 khu vực: I, II, III, IV, V; trong đó khu vực V là ấp Lưu Hòa Thanh thuộc xã Tân Thuận hiện nay.
Ngày 29 tháng 12 năm 1978, Hội đồng Chính phủ ban hành Quyết định số 326-CP. Theo đó, thị trấn Gành Hào thuộc huyện Giá Rai.
Ngày 4 tháng 4 năm 1979, Hội đồng Chính phủ ban hành Quyết định số 142-CP về việc thành lập thị trấn Gành Hào thuộc huyện Giá Rai có địa giới hành chính như sau:
- Phía đông giáp Biển Đông
- Phía tây giáp Kinh sáng Gành Hào – Hộ Phòng
- Phía nam giáp xã Tân Thuận, huyện Đầm Dơi
- Phía bắc giáp xã Long Điền Tây và xã Long Hải.

Năm 1989, tách khu vực V giao cho xã Tân Thuận và diện tích của thị trấn chỉ còn lại 345 ha.
Ngày 13 tháng 4 năm 1991, Ban Tổ chức – Cán bộ của Chính phủ ban hành Quyết định số 183/QĐ-TCCP về việc sáp nhập xã Điền Hải và xã Long Điền Hải vào xã Long Điền Tây.
Năm 1994, sáp nhập một phần diện tích của ấp Thanh Hải và ấp Bình Điền của xã Long Điền Tây vào nên diện tích của thị trấn Gành Hào lúc này là 1.233 ha.
Ngày 6 tháng 11 năm 1996, Quốc hội ban hành Nghị quyết về việc chia tỉnh Minh Hải thành tỉnh Bạc Liêu và tỉnh Cà Mau. Khi đó, thị trấn Gành Hào và xã Long Điền Tây thuộc huyện Giá Rai, tỉnh Bạc Liêu.
Ngày 24 tháng 12 năm 2001, Chính phủ Việt Nam ban hành Nghị định số 98/2001/NĐ-CP về việc:
- Thành lập huyện Đông Hải thuộc tỉnh Bạc Liêu.
- Chuyển thị trấn Gành Hào và xã Long Điền Tây thuộc huyện Giá Rai về huyện Đông Hải mới thành lập quản lý.
- Thị trấn Gành Hào trở thành huyện lỵ của huyện Đông Hải.

Ngày 1 tháng 8 năm 2008, Chính phủ ban hành Nghị định số 85/2008/NĐ-CP về việc thành lập xã Điền Hải thuộc huyện Đông Hải trên cơ sở điều chỉnh 3.400,04 ha diện tích tự nhiên và 9.408 nhân khẩu của xã Long Điền Tây.
Sau khi điều chỉnh địa giới hành chính, xã Long Điền Tây còn lại 7.687,07 ha diện tích tự nhiên và 11.023 nhân khẩu.
Năm 2015–2020, xây dựng trụ sở HĐND–UBND và các cơ quan huyện Đông Hải tại xã Điền Hải.
Ngày 26 tháng 1 năm 2022, UBND tỉnh Bạc Liêu ban hành Quyết định số 28/QĐ-UBND về việc công nhận thị trấn Gành Hào là đô thị loại V.
Đầu năm 2023, huyện Đông Hải di dời huyện lỵ từ thị trấn Gành Hào đến Khu hành chính mới huyện Đông Hải tại đường tỉnh 980 (Giá Rai – Gành Hào), ấp Gò Cát, xã Điền Hải.
Tính đến ngày 31/12/2024:
- Thị trấn Gành Hào có 5 ấp: 1, 2, 3, 4, 5.
- Xã Long Điền Tây có 8 ấp: An Điền, Bình Điền, Canh Điền, Lam Điền, Lập Điền, Thanh Hải, Thuận Điền, Vinh Điền.

Ngày 12 tháng 6 năm 2025, Quốc hội ban hành Nghị quyết số 202/2025/QH15 về việc sắp xếp đơn vị hành chính cấp tỉnh (nghị quyết có hiệu lực từ ngày 12 tháng 6 năm 2025). Theo đó, sáp nhập tỉnh Bạc Liêu vào tỉnh Cà Mau.
Ngày 16 tháng 6 năm 2025, Ủy ban Thường vụ Quốc hội ban hành Nghị quyết số 1655/NQ-UBTVQH15 về việc sắp xếp các đơn vị hành chính cấp xã của tỉnh Cà Mau năm 2025 (nghị quyết có hiệu lực từ ngày 16 tháng 6 năm 2025). Theo đó, thành lập xã Gành Hào thuộc tỉnh Cà Mau trên cơ sở toàn bộ 13,40 km² diện tích tự nhiên, quy mô dân số 17.587 người của thị trấn Gành Hào và toàn bộ 71,25 km² diện tích tự nhiên quy mô dân số 13.965 người của xã Long Điền Tây thuộc huyện Đông Hải, tỉnh Bạc Liêu.
Xã Gành Hào có 84,65 km² diện tích tự nhiên và quy mô dân số là 31.552 người.

## Văn hóa
Lăng Ông Gành Hào không có kiến trúc cầu kỳ, phức tạp nhưng giá trị thể hiện ở nhiều bộ xương cá Ông cả trăm tuổi được lưu giữ tại đây. Vào ngày 9 và ngày 10 tháng 3 âm lịch hằng năm, người dân tổ chức lễ hội Nghinh Ông để tưởng nhớ công ơn của loài cá được dân biển phong là Đại tướng quân Nam Hải – vị thần luôn giúp ngư dân vượt qua sóng to gió lớn khi gặp bão tố.

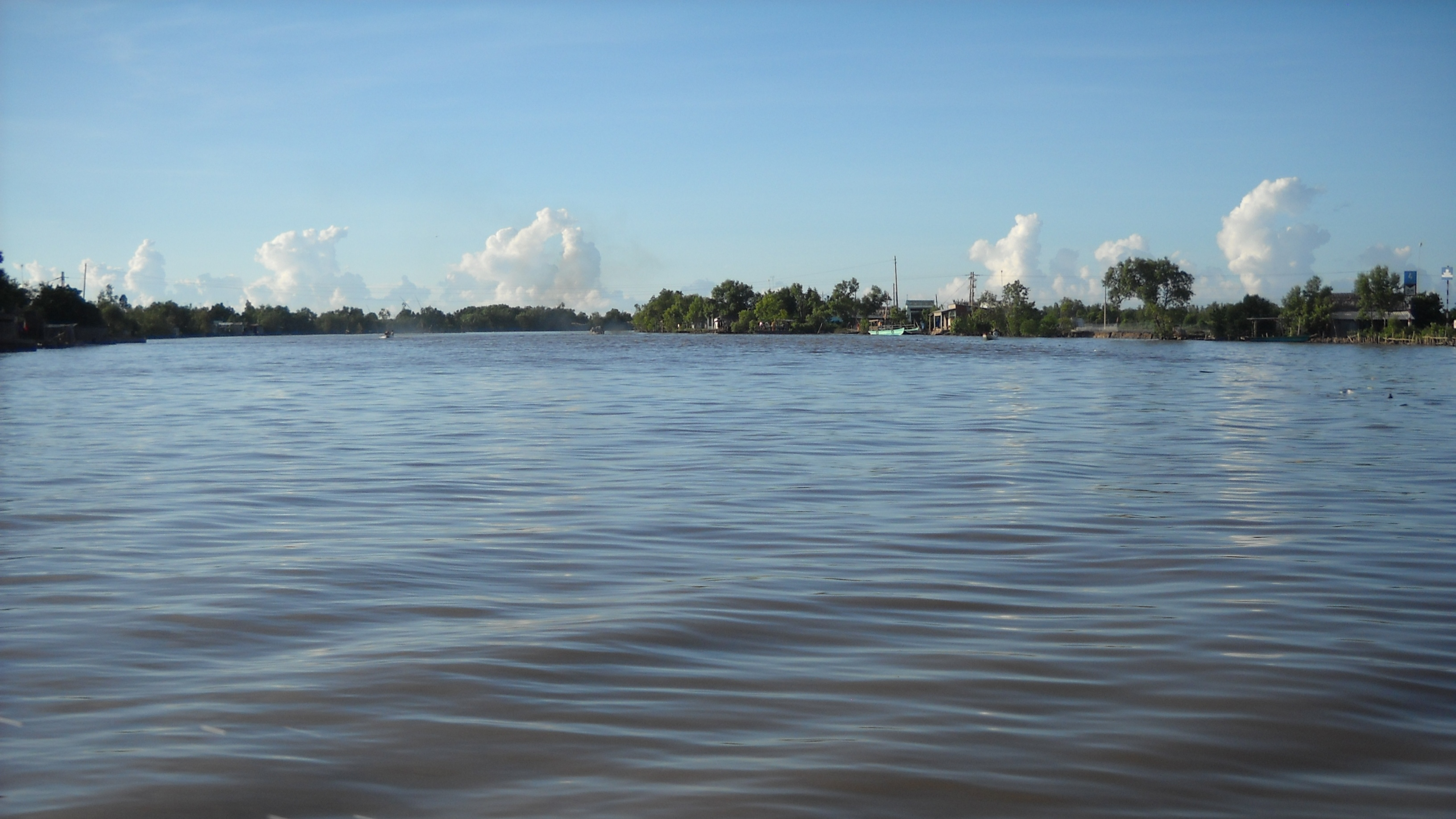
Sông Gành Hào đoạn chảy qua và đổ ra biển tại xã Gành Hào

## Giao thông
Các tuyến đường phố ở Gành Hào:
| - Đường 19/5 - Đường 1/3 - Đường ấp 1 - Đường ấp 2 - Đường Ông Sắc (ấp 2) - Đường ấp 3 | - Đường ấp 4 - Đường ấp 5 - Đường số 2 - Đường số 4 - Đường số 5 - Đường số 8 (Hương Lộ) | - Đường số 10 (Lò Heo) - Đường Bờ Kè - Đường Phan Ngọc Hiển - Đường Ngọc Điền - Đường Lê Thị Riêng. |

## Hình ảnh

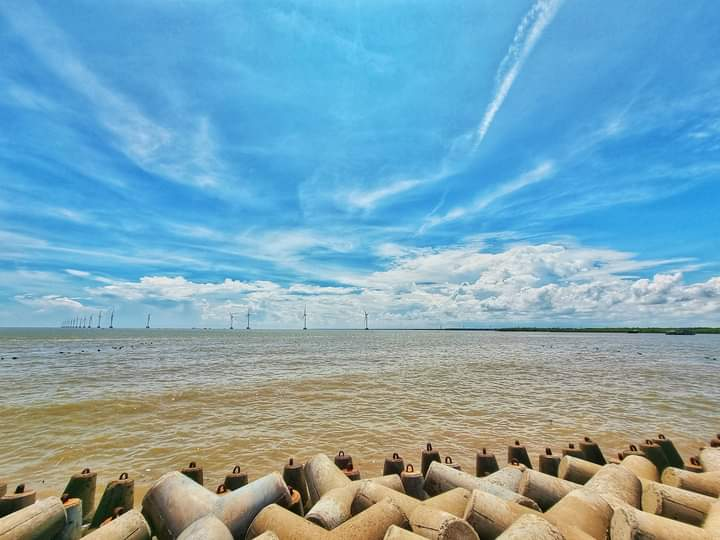
Một góc bờ kè Gành Hào
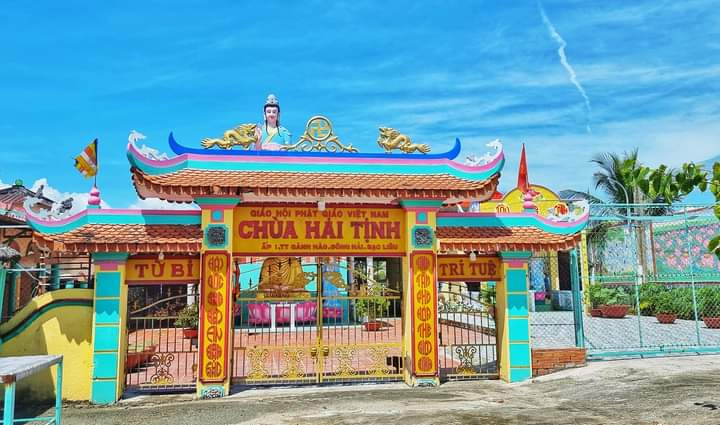
Chùa Hải Tịnh
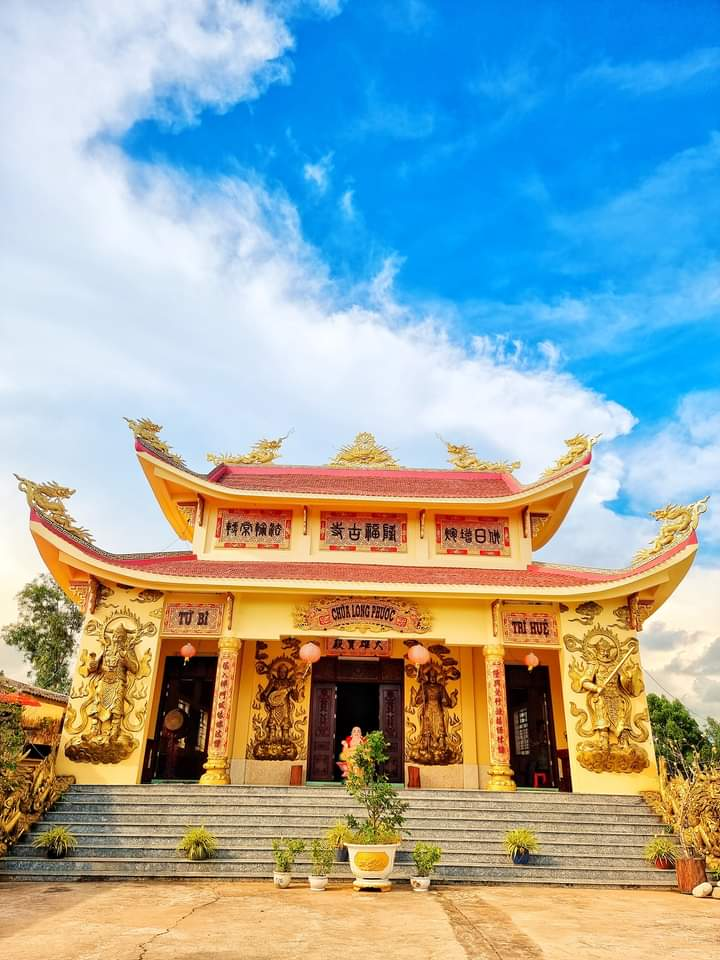
Chùa Long Phước
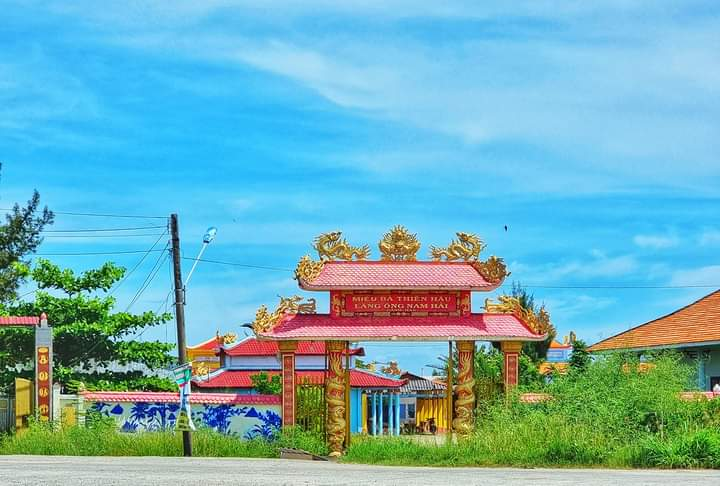
Miếu Bà Thiên Hậu – Lăng Ông Nam Hải
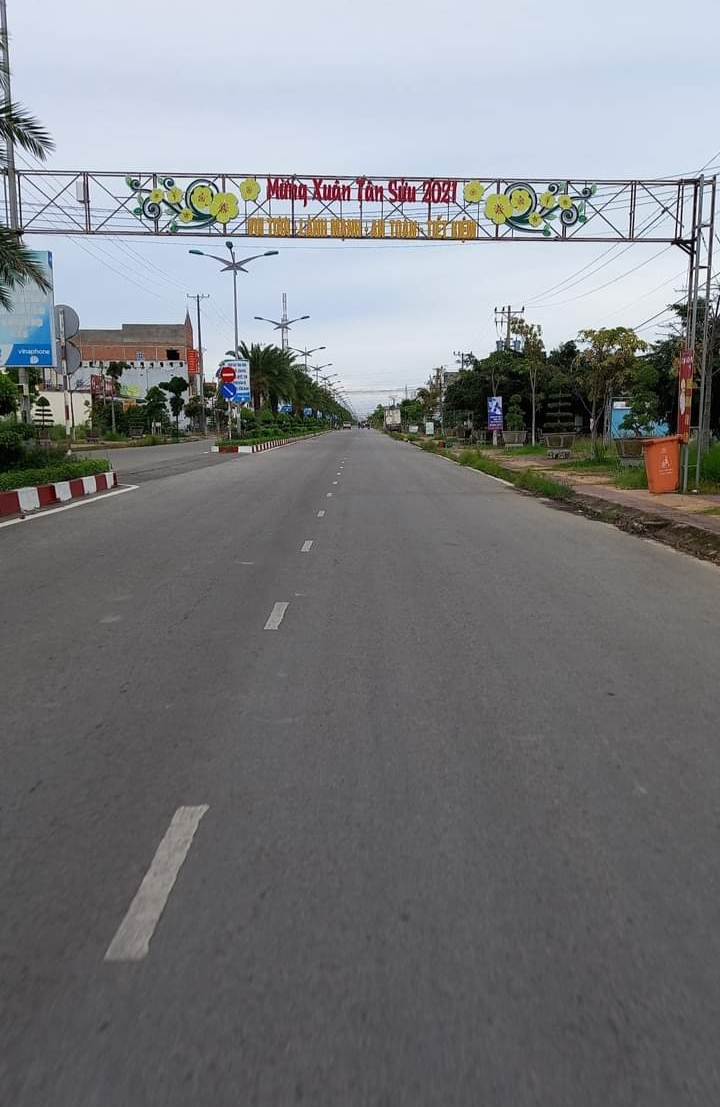
Đường vào trung tâm Gành Hào